# Frannach
Frannach – dawna gmina w Austrii, w kraju związkowym Styria, w powiecie Südoststeiermark. 1 stycznia 2015 została rozwiązana, a jej teren połączono z gminami Edelstauden oraz Pirching am Traubenberg w gminę Pirching am Traubenberg.